# 프로동네야구
프로동네야구는 유튜버 톰톰이 운영하는 야구 관련 유튜브 채널이다.